# آدم‌ربایی (فیلم ۲۰۱۱)
آدم‌ربایی (به انگلیسی: Abduction) عنوان فیلمی آمریکایی است با ژانر هیجانی و دلهره‌آور که در تاریخ ۲۳ سپتامبر سال ۲۰۱۱ اکران شد. کارگردان این فیلم جان سینگلتون است. بازیگران این فیلم تیلور لاتنر، لی‌لی کالینز، آلفرد مولینا، جیسون ایساکس، ماریا بلو و سیگورنی ویور می‌باشند. بودجهٔ این فیلم ۳۵ میلیون دلار آمریکاست.